# 王殺し

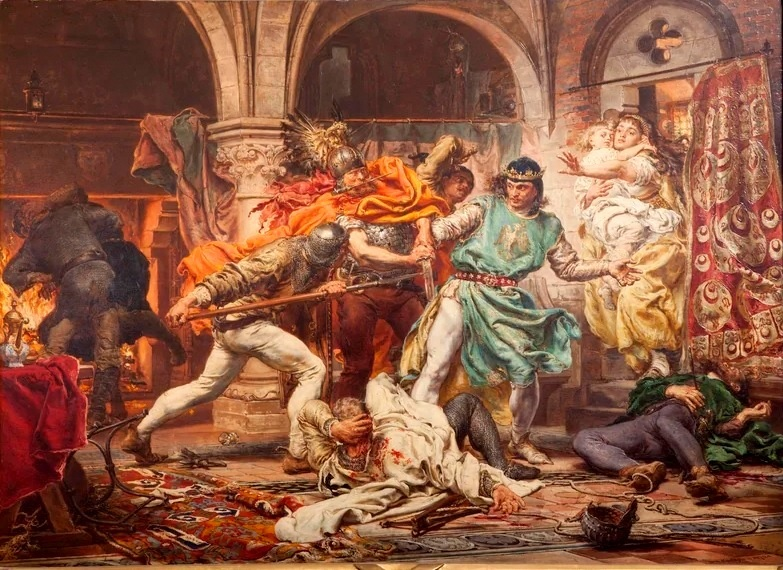
ポーランド王プシェミスウ2世の暗殺。ヤン・マテイコ画

王殺し（おうごろし、英: regicide）は、政治的・宗教的理由によって自分が仕える王を殺害すること、あるいは殺した者をさす。
英語、フランス語などの「Regicide（レジサイド）」はラテン語の「王(rex)」と「殺害(cede)」の合成語が由来である。
下剋上などの忠義に反する行為であるため道徳的な非難を込めて国王弑逆（こくおうしいぎゃく/しぎゃく）、あるいは文意から省略できる場合、単に弑逆とも言う。
自分が仕える王を殺害すると言う事から、形式、実質や仮冒を問わず、王位請求者同士の誅殺、国家間の戦争による殺害とされる事案については、本項目の概念および記述には含まない事とする。また、禅譲、追放など殺害以外の手段による場合、生死不明の場合も同様とする。

## ヨーロッパ

### 王権神授
ヨーロッパでは、古代においては宗教的意味をもって王を殺害する習慣があったとする説がある。これは、王が本来人間の身でありながら、宇宙の秩序を司る存在として君臨していたことに由来し、そのための能力を失った王は殺害して新たな王を擁立して秩序を回復させる必要があると考える、神秘主義的な古代概念である。ジェームズ・フレイザーの『金枝篇』の中でローマの逃亡奴隷の祭司長である「森の王」の殺害を取り上げている。
しかし、中世の封建社会では王（あるいは君主）を頂点とするヒエラルキーが完成し、近世の絶対主義の時代には教会とも結びついて、王権神授説を主張するようになったので、王を殺すことは道義的にも宗教的にも最大のタブーとされた。王の暗殺を企てた容疑を受けた者は、最大の苦痛を味わわせるための拷問処刑がしかるべきとされた。フランスのブルボン朝ではアンリ4世暗殺犯やルイ15世暗殺未遂犯に対して八つ裂きの刑を行って見せしめとした。

### 革命の時代
ところが市民革命の時代には、宗教の呪縛が緩み、社会契約上の市民の権利意識が向上したので、「王殺し」が革命派によって旧体制との決別の意味で象徴的に用いられるようになった。
清教徒革命では、指導者であった護国卿オリバー・クロムウェルらが主導し、ステュアート朝のイングランド・スコットランド・アイルランド王チャールズ1世が裁判で死刑となり斬首された。その後イングランドは約10年間の共和政を経験したが、王政復古でチャールズ1世の息子チャールズ2世が戻ってくると王殺しに対する報復が行われ、クロムウェルら裁判関係者の墓が暴かれ、遺体が斬首されて晒し者にされた。
なおアメリカ独立戦争の際、国王であるジョージ3世は遥か遠いロンドンにいたため、代わりに王を模った絵などを焼いたと言われている。
フランス革命でも国王ルイ16世は裁判にかけられてギロチン処刑された。帝政では、ナポレオン1世は即位以前から暗殺の脅威に晒されていたので、自己の制定した刑法に弑逆罪を設けて死刑を唯一の罰則とした。王政復古してブルボン家が戻ってくると、やはり白色テロによる報復が行われたが、ほとんどは国王裁判で死刑票を投じた国民公会議員を「王殺し」と認定して追放するに留まった。
市民革命後も君主制を採用した国民国家の中には、王殺しは国家に打撃を与える重大な犯罪として法制化した例が多く、大日本帝国の旧刑法にあった大逆罪もそれにあたる。

## アジア

### 中国
中国の歴代王朝における皇帝殺害は、周の武王が殷の帝辛を滅ぼした頃から数えられ、王朝交代、つまり易姓革命になぞらえる。五行思想などから易姓革命は血統を重んじず、血統の断絶ではなく、徳の断絶をその根拠としており、儒家孟子は易姓革命において禅譲と武力による皇位簒奪の放伐も認めた。

### 日本
日本では諸説批判あるものの天皇家が万世一系の君主と考えられており（その反論として皇統の存在が歴史学上実証されない上古、神代やそれ以前が神秘主義に包まれ歴史学上軽視されると言う批判もある）、本稿では皇統に属する君子（天子）を、属さないそれ以外の臣下の者が討った事例を想定する。

#### 蘇我馬子
日本においては、蘇我馬子が東漢駒を用いて崇峻天皇を殺害させた例がある。殺害のきっかけは、蘇我馬子と崇峻天皇が政治の主導権をめぐって対立していたことに端を発する。そんな最中の592年10月4日に、猪を献上する者が出現。天皇は笄刀（こうがい）を抜いてその猪の目を刺し、「いつかこの猪の首を斬るように、自分が憎いと思っている者を斬りたいものだ」と発言した。そのことを聞いた馬子が「天皇は自分を嫌っている」と警戒、天皇暗殺を決意したとされる。
なお、歴史学者の佐藤長門は「王殺し」という異常事態下であるにも関わらず、天皇暗殺後に内外に格段の動揺が発生していないことを重視して、馬子個人の策動ではなく多数の皇族・群臣の同意を得た上での「宮廷クーデター」であった可能性を指摘している。

#### その他
この他の例としては、配流先からの逃亡に失敗した直後に急逝した淳仁天皇や毒殺の疑いのある孝明天皇の例が未確定である。

## 有名な王殺しの例
| 年代         | 国                     | 君主等                                              | 殺害者                                                                             |
| ------------ | ---------------------- | --------------------------------------------------- | ---------------------------------------------------------------------------------- |
| 紀元前20世紀 | エジプト第12王朝       | アメンエムハト1世                                   | 自身の衛兵によって暗殺                                                             |
| 紀元前11世紀 | 殷                     | 帝辛                                                | 牧野の戦いの武王によって殺害                                                       |
| 紀元前11世紀 | イスラエル王国         | イシュ・ボシェテ                                    | 自国の軍隊によって殺害                                                             |
| 紀元前12世紀 | エジプト第20王朝       | ラムセス3世                                         | 王子ペンタウアーによるクーデター                                                   |
| 紀元前338年  | アケメネス朝ペルシア   | アルタクセルクセス3世                               | 宦官バゴアスによって暗殺                                                           |
| 紀元前336年  | マケドニア王国         | ピリッポス2世                                       | 護衛のパウサニアスによって暗殺                                                     |
| 紀元前330年  | アケメネス朝ペルシア   | ダレイオス3世                                       | バクトリア総督ベッソスによって殺害                                                 |
| 紀元前207年  | 秦                     | 胡亥                                                | 宦官趙高によって殺害                                                               |
| 紀元前206年  | 秦                     | 子嬰                                                | 楚王項羽によって処刑                                                               |
| 41年         | ローマ帝国             | カリグラ                                            | プラエトリアニの将校によって殺害                                                   |
| 146年        | 後漢                   | 質帝                                                | 大將軍梁冀によって殺害                                                             |
| 190年        | 後漢                   | 少帝弁                                              | 太師董卓によって殺害                                                               |
| 260年        | 魏                     | 曹髦                                                | 晋王司馬昭配下の成済による殺害                                                     |
| 385年        | 前秦                   | 苻堅                                                | 秦王姚萇によって処刑                                                               |
| 419年        | 東晋                   | 安帝                                                | 相国劉裕によって殺害                                                               |
| 421年        | 東晋                   | 恭帝                                                | 相国劉裕によって殺害                                                               |
| 453年        | 宋 (南朝)              | 文帝                                                | 皇太子劉劭によって殺害                                                             |
| 551年        | 梁 (南朝)              | 簡文帝                                              | 相国侯景によって殺害                                                               |
| 552年        | 東魏                   | 孝静帝                                              | 相国高洋によって殺害                                                               |
| 535年        | 北魏                   | 孝武帝                                              | 太師宇文泰によって殺害                                                             |
| 554年        | 西魏                   | 廃帝                                                | 太師宇文泰によって殺害                                                             |
| 557年        | 西魏                   | 恭帝                                                | 太師宇文護によって殺害                                                             |
| 557年        | 北周                   | 孝閔帝                                              | 太師宇文護によって殺害                                                             |
| 560年        | 北周                   | 明帝                                                | 太師宇文護によって殺害                                                             |
| 581年        | 北周                   | 静帝                                                | 大丞相楊堅によって殺害                                                             |
| 592年        | 日本                   | 崇峻天皇                                            | 大臣蘇我馬子配下の東漢駒によって暗殺                                               |
| 618年        | 隋                     | 煬帝                                                | 将軍宇文化及、宇文智及らによって殺害                                               |
| 904年        | 唐                     | 昭宗                                                | 梁王朱全忠によって殺害                                                             |
| 908年        | 唐                     | 哀帝                                                | 梁王朱全忠によって殺害                                                             |
| 912年        | 後梁                   | 朱全忠                                              | 皇子朱友珪によって暗殺                                                             |
| 1413年       | 琉球南山王国           | 汪応祖                                              | 実兄の達勃期によって殺害                                                           |
| 1589年       | フランス               | アンリ3世                                           | ジャック・クレマンによって暗殺                                                     |
| 1610年       | フランス               | アンリ4世                                           | フランソワ・ラヴァイヤックによって暗殺                                             |
| 1622年       | オスマン帝国           | オスマン2世                                         | 大宰相 ダヴト・パシャによって暗殺                                                  |
| 1649年       | イングランド           | チャールズ1世                                       | 清教徒革命で裁判によって処刑                                                       |
| 1662年       | 南明                   | 永暦帝                                              | 平西王呉三桂配下の呉国貴による処刑                                                 |
| 1747年       | アフシャール朝ペルシア | ナーディル・シャー                                  | Salah Beyによって暗殺                                                              |
| 1762年       | ロシア帝国             | ピョートル3世                                       | アレクセイ・オルロフとフョードル・セルゲイェヴィッチ・バリャチンスキーによって殺害 |
| 1792年       | スウェーデン           | グスタフ3世                                         | ヤコブ・ヨハン・アンカーストレムによって暗殺                                       |
| 1793年       | フランス               | ルイ16世                                            | 国民公会による投票により処刑                                                       |
| 1801年       | ロマノフ朝ロシア       | パーヴェル1世                                       | クーデターによって殺害                                                             |
| 1828年       | ズールー王国           | シャカ・ズールー                                    | 異母弟ディンガネ・カセンザンガコナらによって殺害                                   |
| 1867年       | メキシコ帝国           | マクシミリアーノ1世                                 | ベニート・フアレス率いる共和派軍によって処刑                                       |
| 1881年       | ロシア帝国             | アレクサンドル2世                                   | テロ組織『人民の意志』によって暗殺                                                 |
| 1900年       | イタリア王国           | ウンベルト1世                                       | アナーキストの政治家ガエタノ・ブレーシによって暗殺                                 |
| 1903年       | セルビア               | アレクサンダル1世夫妻                               | 5月クーデターによって殺害                                                          |
| 1908年       | ポルトガル             | カルロス1世と その息子ルイス・フィリペ              | 共和主義者アルフレド・コスタと、 マヌエル・ブイサらによって暗殺                    |
| 1908年       | 清                     | 光緒帝                                              | 西太后もしくは袁世凱による毒殺                                                     |
| 1913年       | ギリシャ               | ゲオルギオス1世                                     | アレクサンドロス・スヒナスによって殺害                                             |
| 1918年       | ロシア帝国             | ニコライ2世とその家族                               | チェーカーによって殺害                                                             |
| 1934年       | ユーゴスラビア         | アレクサンダル1世                                   | ヴラド・チェルノセムスキーによって殺害                                             |
| 1946年       | タイ王国               | ラーマ8世                                           | 未解明（自殺の可能性も含む）                                                       |
| 1951年       | ヨルダン               | アブドゥッラー1世                                   | 過激派パレスチナ人 ムスタファ・シュクリ・アシュによって暗殺                        |
| 1958年       | イラク                 | ファイサル2世                                       | 7月14日革命のクーデター部隊によって殺害                                            |
| 1975年       | サウジアラビア         | ファイサル王                                        | 甥のファイサル・ビン・ムサーイド王子によって殺害                                   |
| 1975年       | エチオピア帝国         | ハイレ・セラシエ1世                                 | エチオピア革命後、拘禁中に暗殺                                                     |
| 2001年       | ネパール               | ビレンドラ・ビール・ビクラム・シャハ を含む王族多数 | ネパール王族殺害事件でディペンドラ王太子によって殺害                               |

※皇太子（サラエボ事件のフランツ・フェルディナントなど）、カエサルのような強権を持った政治家、将軍（嘉吉の乱の足利義教）などは含まず